# Robotzsaru (televíziós sorozat, 1994)
A Robotzsaru (eredeti cím: RoboCop: The Series) 1994-es kanadai televíziós sorozat, ami a Robotzsaru című film alapján készült. A sorozat a félig ember, félig robot Alex Murphy bevetéseit követi figyelemmel, akit Richard Eden alakít, a stáb része mellette még Yvette Nipar, Blu Mankuma, Andrea Roth és David Gardner, A sorozatot Kanadában a CTV tűzte műsorra 1994. március 14. és 1994. november 21. között, Magyarországon a TV3 adta le 1998. december 3. és 1999. február 20. között. Később Magyarországon az RTL Klub is műsorra tűzte 2000. szeptember 17-én, majd az AXN Sci-Fi és az AXN Black is leadta.

## Cselekmény
A film főszereplője Alex Murphy rendőrtiszt, aki egy tűzharc során halálos sebesüléseket kap. Murphy-t az OCP szervezet menti meg, ami félig robottá alakítja őt, ezzel létrehozva belőle a Robotzsarut. A félig robot, félig ember Murphy társával, Lisa Madigan nyomozóval dolgozik a detroiti rendőrségen, további segítséget nyújt nekik az őrsöt vezető Stanley Parks és annak örökbefogadott lánya, Gadget is. Murphy nagy segítsége még Diana Powers, az egykori titkárnő, akinek agyát egy mesterséges intelligenciába ültették, és aki az OCP központját irányítja.

## Szereplők
| Szereplő                    | Színész          | Magyar hang                    |
| --------------------------- | ---------------- | ------------------------------ |
| Alex Murphy / Robotzsaru    | Richard Eden     | Fekete Ernő                    |
| Lisa Madigan                | Yvette Nipar     | Szalay Marianna, F. Nagy Erika |
| Stanley Parks               | Blu Mankuma      | Kránitz Lajos                  |
| Diana Powers                | Andrea Roth      | Kéri Kitty                     |
| Chairman                    | David Gardner    | Tolnai Miklós                  |
| Gadget                      | Sarah Campbell   | Bogdányi Titanilla             |
| Charlie Lippencott          | Ed Sahely        | Kálloy Molnár Péter            |
| Nancy Murphy                | Jennifer Griffin | Zakariás Éva                   |
| William Ray „Ragyás” Morgan | James Kidnie     | Harsányi Gábor                 |

## Magyar szinkron
- Magyar szöveg: Várkonyi Zoltán
- Hangmérnök: Erdei Imre
- Rendezőasszisztens: Lestál Ágnes
- Vágó: Majoros Eszter
- Gyártásvezető: Magyar Gergely
- Szinkronrendező: Rehorovszky Béla

A szinkron a Videovox Stúdióban készült.

## Epizódok
| # | Hivatalos magyar Eredeti angol cím                             | Rendezte         | Írta                           | Magyar vetítés                                          | Eredeti vetítés      |
| --- | -------------------------------------------------------------- | ---------------- | ------------------------------ | ------------------------------------------------------- | -------------------- |
| 1-2 | „A rendfenntartás jövője” “The Future of Law Enforcement”      | Paul Lynch       | Michael Miner, Edward Neumeier | 1998. december 3. (1. rész) 1998. december 4. (2. rész) | 1994. március 14.    |
| Dr. Mollardo hajléktalanokat fog be akiket az OCP-s segítségével, Chip Chaykennel használnak fel a neuróagyhoz, ami a mesterséges intelligencia és az emberi elme kereszteződése. Robotzsaru a nyomukba ered, ám Chayken annak egyik nagy ellenségét, a Ragyást használja fel a zsaru megfékezésére |                                                                |                  |                                |                                                         |                      |
| 3 | „Az elsőszámú gyanusított” “Prime Suspect/First Suspect”       | Paul Shapiro     | Lincoln Kibbee                 | 1998. december 10.                                      | 1994. március 21.    |
| A Robotzsaru ellen lázító - de valójában mindent csak a haszonért csináló - Bob Taker tiszteletest megölik, Robotzsaru pedig az elsőszámú gyanúsított lesz. Murphy menekülni kényszerül, közben pedig a valódi gyilkos nyomába ered, a szálak pedig az őt robottá tevő egyik személyhez vezetnek.   |                                                                |                  |                                |                                                         |                      |
| 4 | „Felfordulás Delta Cityben” “Trouble in Delta City/Delta City” | Paul Lynch       | William Gray                   | 1998. december 11.                                      | 1994. március 28.    |
| |                                                                |                  |                                |                                                         |                      |
| 5 | „Az eltűnt rendőr” “Officer Missing/Absence of Police”         | Paul Lynch       | Robert Hopkins                 | 1998. december 17.                                      | 1994. április 4.     |
| |                                                                |                  |                                |                                                         |                      |
| 6 | „Ami megfizethetetlen” “What Money Can't Buy”                  | Michael Vejar    | Aubrey Solomon                 | 1998. december 18.                                      | 1994. április 11.    |
| |                                                                |                  |                                |                                                         |                      |
| 7 | „A háború szellemei” “Ghosts of War”                           | Alan J. Levi     | John Sheppard                  | 1998. december 24.                                      | 1994. április 18.    |
| |                                                                |                  |                                |                                                         |                      |
| 8 | „Ötös zóna” “Zone Five”                                        | Timothy Bond     | Blazes Boylan, Ted Harris      | 1998. december 25.                                      | 1994. április 25.    |
| |                                                                |                  |                                |                                                         |                      |
| 9 | „22-es rendelet” “Provision 22”                                | Alan J. Levi     | Robert Gilmer                  | 1998. december 31.                                      | 1994. május 6.       |
| |                                                                |                  |                                |                                                         |                      |
| 10 | „Eve arcai” “Faces of Eve”                                     | Paul Lynch       | John Considine                 | 1999. január 1.                                         | 1994. május 9.       |
| |                                                                |                  |                                |                                                         |                      |
| 11 | „Hol itt az igazság?” “When Justice Fails”                     | Michael Vejar    | Simon Muntner                  | 1999. január 9.                                         | 1994. május 16.      |
| |                                                                |                  |                                |                                                         |                      |
| 12 | „Az emberi tényező” “The Human Factor”                         | Mario Azzopardi  | John Considine                 | 1999. január 9.                                         | 1994. május 27.      |
| |                                                                |                  |                                |                                                         |                      |
| 13 | „Bűntény közben” “Inside Crime”                                | Michael Vejar    | William Gray                   | 1999. január 16.                                        | 1994. június 1.      |
| |                                                                |                  |                                |                                                         |                      |
| 14 | „Robotzsaru szupersztár lesz” “RoboCop vs Commander Cash”      | Allan Eastman    | Pamela Hickey, Dennys McCoy    | 1999. január 16.                                        | 1994. június 15.     |
| |                                                                |                  |                                |                                                         |                      |
| 15 | „Illúziók” “Illusions”                                         | Timothy Bond     | Robert Hopkins                 | 1999. január 22.                                        | 1994. június 15.     |
| |                                                                |                  |                                |                                                         |                      |
| 16 | „A bádogember” “The Tin Man”                                   | Allan Eastman    | Pamela Hickey, Dennys McCoy    | 1999. január 22.                                        | 1994. június 22.     |
| |                                                                |                  |                                |                                                         |                      |
| 17 | „Veszélyes lányok” “Sisters in Crime”                          | Mario Azzopardi  | Diane K. Shah                  | 1999. január 30.                                        | 1994. június 29.     |
| |                                                                |                  |                                |                                                         |                      |
| 18 | „Szívtipró” “Heartbreakers”                                    | Michael Vejar    | Alison Lea Bingeman            | 1999. január 30.                                        | 1994. július 5.      |
| |                                                                |                  |                                |                                                         |                      |
| 19 | „Anyák napja” “Mother's Day”                                   | Allan Eastman    | John Sheppard                  | 1999. február 6.                                        | 1994. szeptember 12. |
| |                                                                |                  |                                |                                                         |                      |
| 20 | „Csúcstechnika” “Nano”                                         | William Gereghty | Mary Crawford, Alan Templeton  | 1999. február 6.                                        | 1994. szeptember 19. |
| |                                                                |                  |                                |                                                         |                      |
| 21 | „Modern kalózok” “Corporate Raiders”                           | T.J. Scott       | Pamela Hickey, Dennys McCoy    | 1999. február 13.                                       | 1994. november 7.    |
| |                                                                |                  |                                |                                                         |                      |
| 22 | „Halál élő adásban” “Midnight Minus One”                       | J. Miles Dale    | Mary Crawford, Alan Templeton  | 1999. február 13.                                       | 1994. november 14.   |
| |                                                                |                  |                                |                                                         |                      |
| 23 | „Merénylők” “Public Enemies”                                   | Michael Vejar    | William Gray                   | 1999. február 20.                                       | 1994. november 21.   |
| |                                                                |                  |                                |                                                         |                      |

## Forgalmazás
A sorozat első 5 része 1995-ben jelent meg VHS-en, majd 2010. július 27-én jelent meg a teljes sorozatot tartalmazó, 6 lemezes gyűjtemény Kanadában. Magyarországon a Navigátor Film és a VOX Mozimagazin közreműködésével jelent meg 6 különálló DVD-n 2008. október 9. és 2009. augusztus 27. között.